# Alloclubionoides coreanus
Alloclubionoides coreanus är en spindelart som beskrevs av Paik 1992. Alloclubionoides coreanus ingår i släktet Alloclubionoides och familjen mörkerspindlar. Inga underarter finns listade i Catalogue of Life.